# 4.19로
4.19로(사일구로, 4.19路, 四一九路, 4.19-ro)는 서울특별시 강북구 수유동에서 우이동까지 이르는 서울특별시도로, 총 연장은 1.388 km이다. 이름이 유래된 것은 4.19국립묘지가 갖고 있는 상징성과 역사성이 반영되었기 때문이다.

## 역사
- 2012년 7월 13일 : 도로명으로 4.19로를 고시

## 주요 경유지
- 강북구
  - 우이동 - 수유동

## 접촉하는 도로
- 한천로
- 삼양로
- 인수봉로

## 주요 건물 및 시설
- 심플렉스빌딩 (4.19로 4/수유동 279-20)
- 광진하이츠빌라 (4.19로 5/수유동 280-46)
- 광진빌딩 (4.19로 7/수유동 280-91)
- 강북구 새마을회관 (4.19로 8-1/수유동 279-29)
- 동주빌딩 (4.19로 13/수유동 280-11)
- 청운빌딩 (4.19로 21/수유동 280-27)
- 수유동빌딩 (4.19로 24/수유동 568-98)
- O2모텔 (4.19로 28/수유동 568-58)
- 그랜드캐슬 (4.19로 39/수유동 567-1)
- 세형빌라 (4.19로 66/수유동 563-29)
- 은행빌라 (4.19로 67/수유동 563-10)
- 경모빌딩 (4.19로 68/수유동 563-91)
- 시립강북청소년센터 (4.19로 74/수유동 585-380)
- 봄날요양원 (4.19로 77/수유동 535-12)
- 삼일운수 (4.19로 81/수유동 535-13)
- 2010빌딩 (4.19로 82/수유동 535-362)
- 선일교통 (4.19로 84/수유동 535-244)
- 오동나무집 (4.19로 84-1/수유동 산21-6)
- 산이네 (4.19로 86/수유동 산21-6)
- 초원 (4.19로 88/수유동 산21-6)
- 풍경 (4.19로 88-1/수유동 산21-6)
- 근현대사기념관 (4.19로 114/수유동 산73-23)
- 국립통일교육원 (4.19로 123/수유동 535-353)
- 아카데미하우스 (4.19로 135/수유동 산76)

## 철도 연계역
- ● 서울 경전철 우이신설선 : 4.19민주묘지역